# Lorraine-Escaut
Lorraine-Escaut est un groupe sidérurgique français créé en 1953 par la fusion de Escaut-et-Meuse, des Aciéries de Longwy, de Senelle-Maubeuge et leurs filiales des Tubes de Bessèges et des mines de Jarny. Il a disparu en 1967 en étant absorbé par Usinor.

## Sociétés d'origine

### Escaut-et-Meuse
L'entreprise Escaut-et-Meuse est fondée en 1882 à Anzin. À sa première tuyauterie implantée au bord de l'Escaut, elle adjoint une aciérie en 1889. Elle connaît une croissance rapide après l'acquisition en 1896 de la licence exclusive pour la France des tubes sans soudure inventée par les frères Mannesmann.
La société crée une nouvelle usine en 1920 à Bessèges. En 1930, elle reprend l'usine de la Bonneville à Noisy-le-Sec. En 1953, l'usine d'Anzin reste cependant sa principale implantation.

### Senelle-Maubeuge
En 1844, Henri-Joseph d'Huart achète le moulin de Senelle. La Société métallurgique de Senelle est créée par les frères Huart, qui fondent aussi les Aciéries de Longwy. En 1846, ils procèdent à la mise à feu du haut-fourneau (appelé no 5 en 1914, au nord de la ligne Longwy - Villerupt), actionné au vent froid et au charbon de bois, sur l'emplacement du Moulin de Senelle, avec une production de 3 000 kilos par 24 heures en utilisant une tuyère de 50 mm de diamètre. Une deuxième est ajoutée en 1852 pour doubler le débit, lors de la reconstruction du haut-fourneau (appelé No 5 en 1914) au vent chaud, mais toujours au charbon de bois, ce qui permet d'obtenir 200 degrés de fusion. En 1864, nouvelle reconstruction du haut-fourneau (no 5) au vent chaud (350 °C) et au coke, afin de produire 750 t par mois, avec deux tuyères de 80 mm de diamètre. En 1879, le rachat de terrains miniers de la Côte-Rouge par Maubeuge et Denain-Anzin permet d'envisager une montée en puissance de la métallurgie au coke. Hippolyte d'Huart et Fernand d'Huart, tous deux barons, prennent la succession en 1880.
La fusion de l'Usine de Senelle, Longwy-Bas avec l'Usine de Sous-le-Bois, Maubeuge donne naissance à la Société Métallurgique de Senelle-Maubeuge, qui obtient en 1886 la concession de la mine de Jarny pour Senelle-Maubeuge et Denain-Anzin.
Lucien Pasquier, promu ingénieur de la Société Métallurgique de Senelle-Maubeuge, devient en 1905 chef de la division des Aciéries de Senelle et de l'aciérie Talbot, qui acquiert un "four Martin scillant", du Procédé Martin-Siemens, de 160 tonnes à Herserange. Henri Lallement prend lui la direction de l'usine de Longwy-Bas, rejoint par le gendre du propriétaire de Senelle Maubeuge, Auguste Dondelinger. En 1899, la société Senelle-Maubeuge couvre ainsi ses besoins d'approvisionnement en coke :
- Syndicat des mines allemand : 30 000 tonnes
- Syndicat des mines belge : 4 800 tonnes :
- Compagnie des mines de Douchy : 6 000 tonnes
- Compagnie des mines d'Aniche : 6 000 tonnes[6].

### Société des aciéries de Longwy
La société est fondée en 1880.

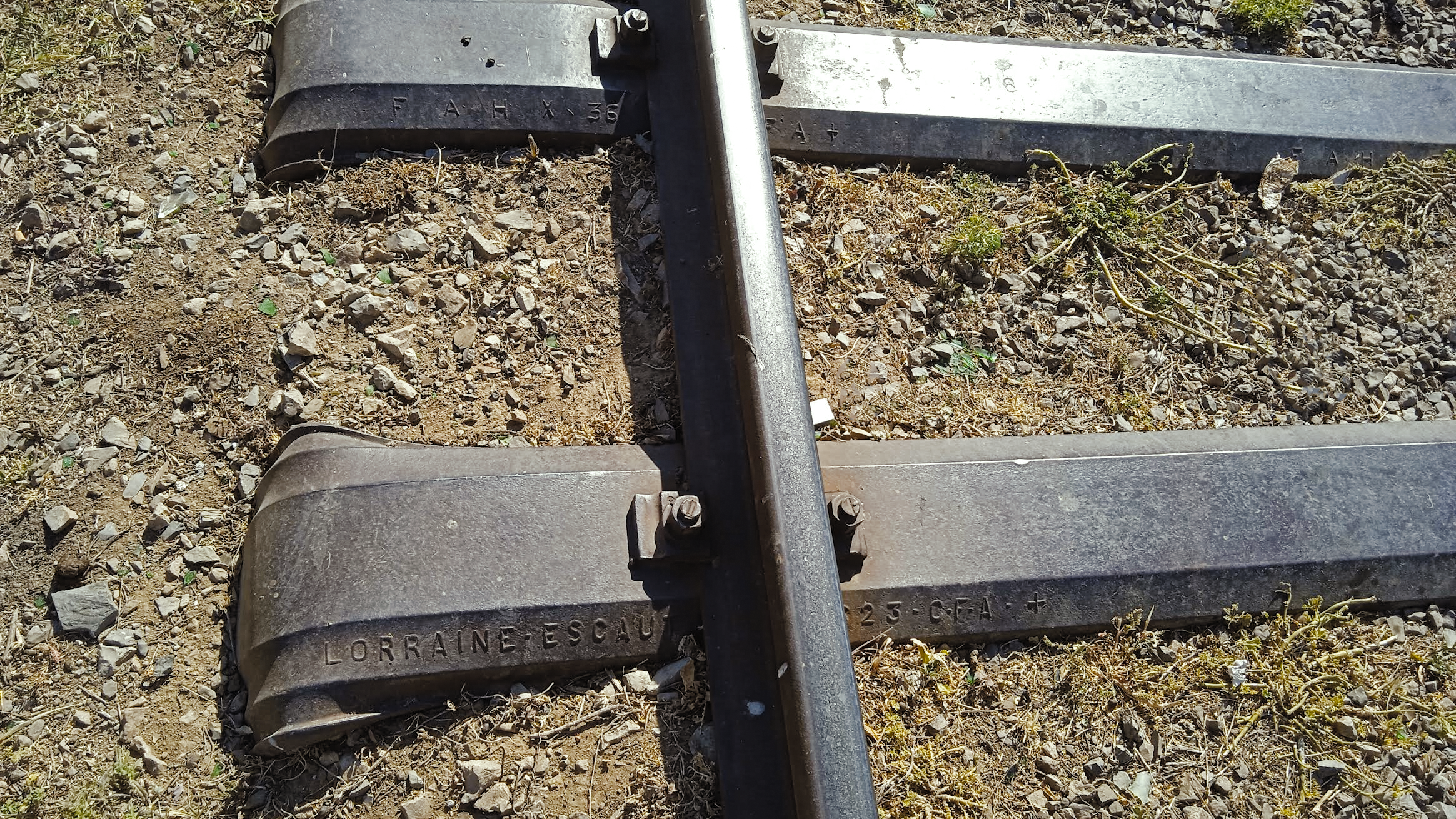
Une traverse en acier fabriquée par Lorraine-Escaut, sur la ligne ferroviaire de Tabia à Akid Abbes, en Algérie.

En 1933, elle absorbe la Société Lorraine Minière et Métallurgique (S.L.M.M.) avec son usine de Thionville en Moselle et ses mines.
Elle fusionne enfin avec Lorraine-Escaut. Au moment de la fusion, la Société des Acièries de Longwy possède des installations sidérurgiques dans le bassin de Longwy et à Thionville, ainsi que des mines de fer en Meurthe-et-Moselle et en Moselle.

## Localisation des installations
Les mines de fer en Lorraine
- Longwy
- Angevillers
- Tucquegnieux
- Jarny

Dix usines sidérurgiques situées à
- Longwy (Meurthe-et-Moselle). Production : fonte, acier, tôles fortes, rails, fil, profilés, fonderie.
- Brévilly (Ardennes). Production : petits profilés.
- Thionville (Moselle). Production : fonte, acier, forge, fonderie, laminés.
- Mont-Saint-Martin (Meurthe-et-Moselle)
- Sedan (Ardennes). Production : tôles moyennes et minces, fonderie.

Les usines à tubes
- Anzin (Nord) spécialisée dans les tubes sans soudure
- Noisy-le-Sec (Seine-Saint-Denis) : tubes soudés
- Bessèges (Gard) : tubes soudés

Ces trois dernières formèrent le département tubes de Lorraine-Escaut.

## Fusion avecUsinor
En 1967, Lorraine-Escaut fusionne avec Usinor.
La réaction des salariés à cette fusion est rapportée dans Laminage continu, un livre de Pierre Belleville.
Usinor décidera de fermer le haut-fourneau, les aciéries et les laminoirs de l'usine de Thionville en 1977, et ne conservera en activité que la forge.

## Création deVallourec
Un an après la fusion, Usinor filialisa les usines à tubes, en les cédant à la société Vallourec.

## Sources

### Filmographie
- Lorraine-Escaut, Reportage ORTF de Jean Faurez, 1958.  Voir le film sur les archives INA